# Эндоцитоз
Эндоцито́з — процесс захвата внешнего материала клеткой, осуществляемый путём образования мембранных везикул. В результате эндоцитоза клетка получает для своей жизнедеятельности гидрофильный материал, который иначе не проникает через липидный бислой клеточной мембраны. Различают фагоцитоз, пиноцитоз и рецептор-опосредованный эндоцитоз. Термин был предложен в 1963 году бельгийским цитологом Кристианом де Дювом для описания множества процессов интернализации, развившихся в клетке млекопитающих.

## Типы
- Фагоцитоз (поедание клеткой) — процесс поглощения клеткой твёрдых объектов, таких как клетки эукариот, бактерии, вирусы, остатки мёртвых клеток и т. п. Вокруг поглощаемого объекта образуется большая внутриклеточная вакуоль (фагосома). Размер фагосом — от 250 нм и больше. Путём слияния фагосомы с первичной лизосомой образуется вторичная лизосома. В кислой среде гидролитические ферменты расщепляют макромолекулы, оказавшиеся во вторичной лизосоме. Продукты расщепления (аминокислоты, моносахариды и прочие полезные вещества) транспортируются затем через лизосомную мембрану в цитоплазму клетки. Фагоцитоз распространен очень широко. У высокоорганизованных животных и человека процесс фагоцитоза играет защитную роль. Фагоцитарная деятельность лейкоцитов и макрофагов имеет огромное значение в защите организма от попадающих в него патогенных микробов и других нежелательных частиц. Фагоцитоз впервые описал русский ученый И. И. Мечников.
- Пиноцитоз (питьё клеткой) — процесс поглощения клеткой жидкой фазы из окружающей среды, содержащей растворимые вещества, включая крупные молекулы (белки, полисахариды и др.). При пиноцитозе от мембраны отшнуровываются внутрь клетки небольшие пузырьки — эндосомы. Они меньше фагосом (их размер до 150 нм) и обычно не содержат крупных частиц. После образования эндосомы к ней подходит первичная лизосома, и эти два мембранных пузырька сливаются. Образовавшаяся органелла носит название вторичной лизосомы. Процесс пиноцитоза постоянно осуществляют все эукариотические клетки.
- Рецептор-опосредованный эндоцитоз — активный специфический процесс, при котором клеточная мембрана выпячивается внутрь клетки, формируя окаймлённые ямки. Внутриклеточная сторона окаймлённой ямки содержит набор адаптивных белков (адаптин, клатрин, обуславливающий необходимую кривизну выпячивания, и др. белки). Макромолекулы, связывающиеся со специфическими рецепторами на поверхности клетки, проходят внутрь со значительно большей скоростью, чем вещества, поступающие в клетки за счет пиноцитоза. Внешняя сторона мембраны при этом включает специфические рецепторы (например, ЛПНП-рецептор). При связывании лиганда из окружающей клетку среды окаймлённые ямки формируют внутриклеточные везикулы (окаймлённые пузырьки). Рецептор-опосредованный эндоцитоз включается для быстрого и контролируемого поглощения клеткой соответствующего лиганда (например, ЛПНП). Эти пузырьки быстро теряют свою кайму и сливаются между собой, образуя более крупные пузырьки — эндосомы. После чего эндосомы сливаются с первичными лизосомами, в результате чего формируются вторичные лизосомы. Например, когда животной клетке необходим холестерин для синтеза мембраны, она экспрессирует ЛПНП-рецепторы на плазматической мембране. Богатые холестерином и эфирами холестерина ЛПНП, связавшиеся с ЛПНП-рецепторами, быстро доставляют холестерин в клетку.

## Распространенность
Типичный эндоцитоз встречается у эукариот, лишенных клеточной стенки — животных и многих протистов. Долгое время считалось, что прокариоты полностью лишены способности к эндоцитозу. Однако в 2010 году эндоцитоз был описан у бактерий рода Gemmata.

## Иллюстрации
- Эндоцитоз на примере коронавируса SARS-CoV-2, связывающегося с АСЕ2 рецептором эпительной клетки.
- Стадия 1
- Стадия 2
- Стадия 3
- Анимация (1)
- Анимация (2)